# Thunia
Thunia é um género botânico pertencente à família das orquídeas (Orchidaceae) originário do sudoeste do continente asiático.

## Descrição
Plantas de alongados caules carnosos, sem ramificações, que duram apenas dois anos e apresentam muitas folhas convolutas; inflorescência racemosa com brácteas persistentes; flores de labelo com três ou mais carenas, calcarado; quatro ou oito polínias.

## Espécies
1. Thunia alba (Lindl.) Rchb.f., Bot. Zeitung (Berlin) 10: 764 (1852).
2. Thunia bensoniae Hook.f., Bot. Mag. 94: t. 5694 (1868).
3. Thunia brymeriana Rolfe, Gartenflora 41: 184 (1892).
4. Thunia candidissima (N.E.Br.) Rchb.f., Gard. Chron. 1888(2): 34 (1888).
5. Thunia pulchra Rchb.f., Flora 55: 276 (1872).